# Robert Schmitt (1908-1966)
Pour les articles homonymes, voir Robert Schmitt et Schmitt.
Robert Jean Félix Schmitt, né à Paris (16e arrondissement) le 31 mai 1908 et mort à Périers (Manche) le 5 avril 1966, est un homme politique français.

## Famille
Robert Schmitt est le fils de Victor Eugène Schmitt (1874-1917), ingénieur des Arts et Manufactures (École Centrale de Paris), ingénieur à la Compagnie française des métaux, et de Louise Mélite Élisabeth Regnault (1880-1942). Il est le petit-fils d'Alfred Nicolas Regnault (1843-1923), maire de Périers (Manche), député de la Manche et l'arrière-petit-fils de Gustave Regnault de Prémarais (1805-1860), également maire de Périers (Manche), conseiller général de la Manche.
Il épouse à Paris (17e arrondissement) le 24 octobre 1932 Germaine Pauline Berger (1910-2001), fille de Pierre Henri Joseph Berger (1872-1948), colonel d'infanterie coloniale, commandeur de la Légion d'honneur, et de Madeleine Villaume (1881-1979), petite-fille de Pierre François Abel Berger (1828-1914), préfet-maire de Lyon de 1877 à 1879, président de la section du contentieux au Conseil d'État, grand officier de la Légion d'honneur. De ce mariage sont nés trois enfants.

## Biographie
Capitaine aux longs cours et professeur en chef d'hydrographie, Robert Schmitt est élu conseiller à l'Assemblée de l'Union Française en 1946 et y siège à la commission des affaires financières. Il devient, en 1952, président du groupe MRP (Mouvement républicain populaire) au sein de cette même assemblée. La même année, il est élu vice-président de l'Assemblée de l'Union Française.
En 1957, il participe à un hommage à Marcel Griaule, conseiller de l'Union française.
Il devient membre de la DCF (Démocratie chrétienne de France) en 1958, parti dissident créé en juin 1958.
Membre du Conseil économique et social, il est le fondateur, en 1962, de la SOVICO (Société des viandes du Cotentin), entreprise qui sera cédée en 1975, par ses enfants, à la Casam (futur Agrial).

## Détail des fonctions et des mandats
Mandats parlementaires
- 1946 - 1958 : conseiller de l'Union Française.
- 1952 - 1958 : vice-président de l'Assemblée de l'Union Française.

Mandats locaux
- 1953 - 1966 : maire de Périers.
- 1955 - 1966 : conseiller général de la Manche.

## Décoration
Chevalier de la Légion d'honneur.

## Hommages
- Un stade de football porte son nom à Périers (Manche).